# Laguna del Otún
La laguna del Otún es un embalse natural perteneciente al Parque nacional natural Los Nevados, localizado a unos 3950 m s. n. m., en ecosistema de páramo. Formada por la acción volcánica y glaciar, es alimentada principalmente por el deshielo del Nevado de Santa Isabel. Se encuentra en jurisdicción del departamento de Risaralda, Colombia.
Esta laguna es el embalse de mayor importancia de la región, tiene una extensión aproximada de 1.5 km² y una profundidad de 70 m. Sus aguas se filtran bajo cavernas formadas por flujos volcánicos y dan lugar junto con la infiltración proveniente de la Laguna La Leona al Río Otún, el cual es la fuente para el acueducto de la ciudad de Pereira. 
Esta laguna es un gran atractivo turístico en la zona por su gran belleza y por la pesca de truchas (especie introducida). Como especies de importancia en la laguna, se tiene patos de páramo, búhos y colibríes y el paisaje es dominado por Espeletia (frailejón) y pajonales característicos del páramo.
La laguna del Otun se encuentra en predios del municipio de Santa Rosa de Cabal.

## Sitio Ramsar
En 2008, el Complejo de humedales laguna de Otún se declara sitio Ramsar con el número 1781. Tiene una extensión de 65,8 km2 y está centrado en las coordenadas 04°45'N 75°25'W. Se encuentra dentro del Parque nacional natural Los Nevados, en la Cordillera Central de la región andina. Incluye lagunas, pantanos y turberas interconectados o relacionados entre sí. Están influenciados por los glaciares de la región (en el parque hay 6 volcanes de más de 4.600 m) y la vegetación es de páramo. Se han identificado 52 especies de aves, de las que las más vulnerables son el pato zambullidor grande y el macá plateado puneño, ambos andinos en un hábitat sensible a la degradación. También hay cóndor andino, loro coroniazul y loro orejiamarillo. Entre las plantas, destacan el frailejón Espeletia hartwegiana, la conífera Podocarpus oleifolius y el queñual Polylepis sericea. En 2006, un incendio calcinó 3000 ha, casi la mitad del humedal, que aun está en proceso de recuperación.